# Cornelius Haga

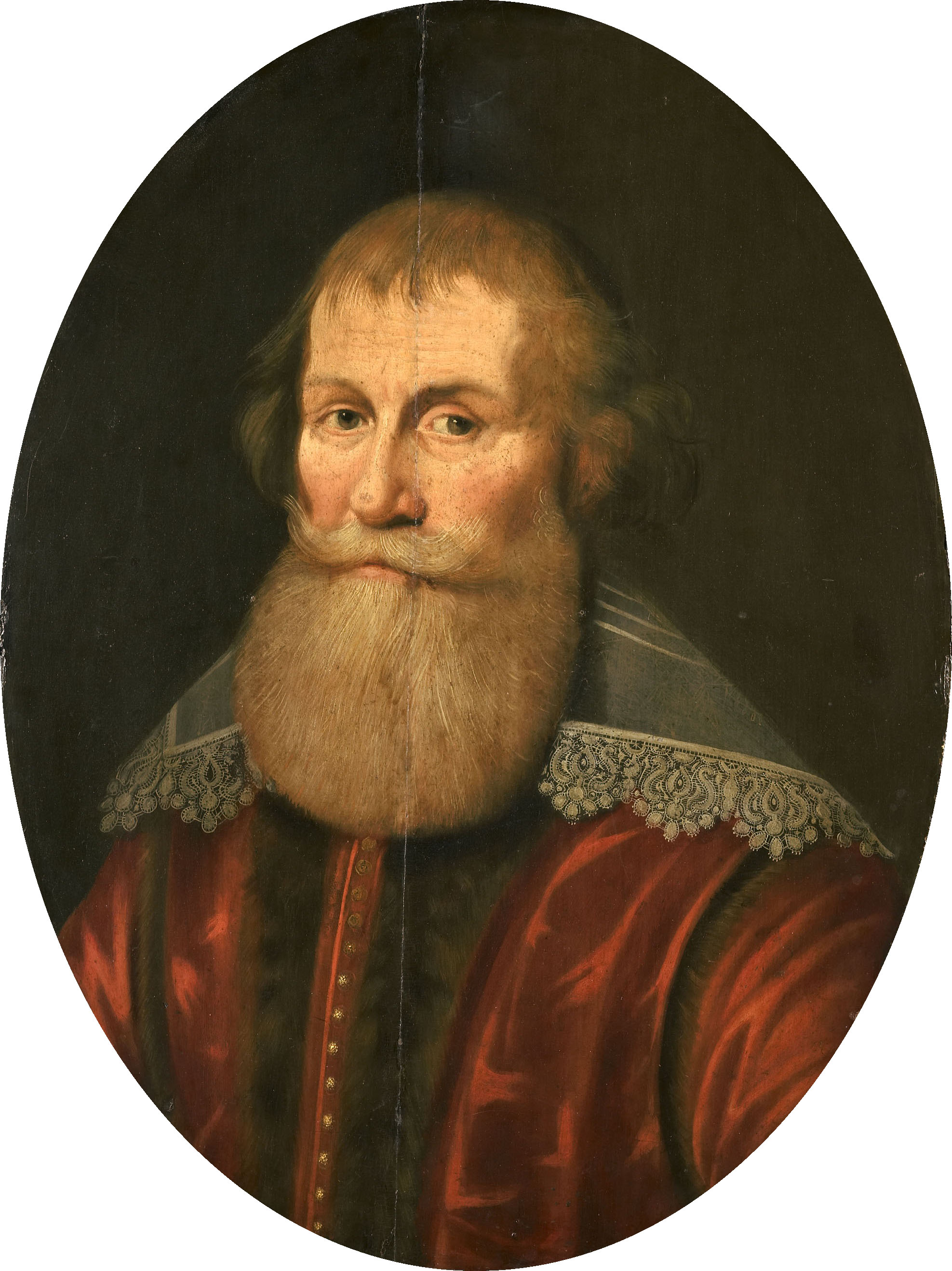
Porträt von Haga, etwa 1645

Cornelius (oder: Cornelis) Haga (* 28. Januar 1578 in Schiedam; † 12. August 1654 in Den Haag) war der erste niederländische Botschafter im Osmanischen Reich.

## Leben
Haga wurde in Schiedam geboren. Sein Vater war vermutlich Dirk Haga Lambrechtszoon, Kaufmann, Organist und Mitglied des Stadtrates von Schiedam und aktiv gestaltendes Kirchenmitglied der Gemeinde. Haga besuchte, bevor er an der Universität von Leiden Rechtswissenschaften studierte, eine Lateinschule in Schiedam. Später ging er in den diplomatischen Dienst und wurde Gesandter in Stockholm. Danach wurde er von 1612 bis 1639 der erste diplomatische Vertreter der Niederlande in Konstantinopel. Haga legte dort den Grundstein der diplomatischen Beziehungen und errichtete zahlreiche Konsulate an den wichtigsten Häfen und Handelszentralen im Osmanischen Reich, beispielsweise in Thessaloniki, Athen, Izmir, Aleppo, Tunis und Algier.
Im Jahr 1639 kehrte Haga in die Niederlande zurück. Von 1645 bis zu seinem Tode im Jahre 1654 war er Präsident des Hohen Rates von Holland, Zeeland und Westfriesland.
Cornelius Haga und seine Frau Aletta Brasser wurden in der Kirche von Schiedam begraben.

## Trivia
Eine Boeing 737-800 mit der Registrierung PH-CDE (Fluggesellschaft Corendon Dutch Airlines) trug den Namen Cornelis Haga.